# Нава-ратна
Нава-ратна (санскр. nava-ratna = «девять драгоценных камней») — в древнеиндийской истории девять знаменитых людей (писателей и учёных), живших при царе Викрамадитье (I век до н. э.) в городе Удджайн.
Имена этих знаменитостей не во всех источниках одинаковы, но некоторые встречаются постоянно:
- поэт Калидаса,
- поэт Гхата-карпара,
- автор изречений Веталабхатта,
- врач Дханвантари,
- астроном Варахамихира,
- грамматик Вараручи,
- лексикограф Амара Синха.

Наваратна — также собирательное имя для девяти главных драгоценных камней, известных индусам: жемчуг, рубин, топаз, бриллиант, изумруд, ляпис-лазурь, коралл, сапфир и гомед.